# Samécouta
Samécouta est un village situé au sud-est du Sénégal, dans la région de Kédougou, département de Kédougou, arrondissement de Bandafassi. Il est situé à huit(8Km) kilomètres de Kédougou,,,.

## Histoire et population
Le village est créé en 1702 par les clans Diakhaby et Touré, des Diakhankés, venus du Dantila et auparavant du Bambougou après avoir fui devant l'avancée des almamys du Boundou. En juin 1894, le village est détruit lors d'une expédition décidée par le gouverneur du Sénégal.
La population du village s'élève à 1589 habitants, dont la population est musulmane. La population est Diakhanké .

## Économie
La population pratique l'agriculture et l'élevage. L'orpaillage traditionnel, dans des sites nommés djouras, est également pratiqué, provoquant de nombreux dégâts environnementaux.